# Twicecoaster: Lane 2
Twicecoaster: Lane 2 (thường được viết cách điệu thành TWICEcoaster: LANE 2) là phiên bản tái phát hành của mini-album thứ ba Twicecoaster: Lane 1 của nhóm nhạc nữ Hàn Quốc Twice. Album được phát hành trực tuyến trên các trang âm nhạc và các cửa hàng vào ngày 20 tháng 2 năm 2017 bởi JYP Entertainment và được phân phối bởi KT Music. Album gồm có 13 bài hát, bao gồm cả đĩa đơn "Knock Knock".

## Bối cảnh và phát hành
Ngày 18 tháng 1 năm 2017, có thông báo cho rằng Twice sẽ phát hành album đặc biệt sau buổi concert tại Seoul của họ. Đầu tháng 2, Twice đưa ra thông báo chính thức về việc phát hành album tái phát hành đặc biệt của Twicecoaster: Lane 1 mang tên Twicecoaster: Lane 2 vào ngày 20 tháng 2 với bài hát mới mang tên Knock Knock.
Danh sách bài hát của Twicecoaster: Lane 2 được công bố vào ngày 12 tháng 2. Album bao gồm 13 bài hát: 7 ca khúc từ album đã phát hành trước đó, 2 ca khúc mới, 1 phiên bản remix và phiên bản nhạc cụ của "TT", cũng như phần nhạc cụ của "Like Ooh-Ahh" từ album The Story Begins và "Cheer Up" từ album Page Two. Bức ảnh đại diện của nhóm và teaser cá nhân của các thành viên Twice cũng được phát hành trong 4 ngày sau.
Hai teaser video âm nhạc cho "Knock Knock" được phát hành vào nửa đêm ngày 17 và 18 tháng 2. Teaser đầu tiên được mở đầu với tiếng gõ cửa đã nghe được ở phần cuối của video âm nhạc "TT", trong khi teaser thứ hai cho thấy các thành viên mặc những bộ trang phục thay đổi chớp nhoáng trong đoạn video hoạt hình tĩnh vật.
Teaser của nhóm cuối cùng được phát hành vào nửa đêm ngày 19 tháng 2. Twice cũng đã có cuộc giao lưu với fan thông qua Naver V Live nhằm đếm ngược thời gian cho đợt quay trở lại vào lúc 23:30 KST. Album cùng với video âm nhạc "Knock Knock" chính thức được phát hành vào ngày hôm sau, đồng thời cũng được phát hành dưới dạng tải nhạc kỹ thuật số trên các trang nhạc số.

## Quảng bá
Ngày 20 tháng 2 năm 2017, Twice có buổi phát sóng trực tiếp trên Naver V Live vào 20:00 KST để chúc mừng đợt trở lại cùng người hâm mộ. Nhóm đã nói về album, bài hát chủ đề và video âm nhạc "Knock Knock" cũng như chuyến lưu diễn riêng đầu tiên của họ tổ chức từ ngày 17 đến ngày 19 tháng 2 và chuyến lưu diễn tại châu Á. Họ cũng đã lần đầu trình diễn lại toàn bộ vũ đạo của "Knock Knock".
Ngày sau đó, Twice đã có mặt để ghi hình cho tập phát sóng vào ngày 25 tháng 2 của You Hee-yeol's Sketchbook, show quảng bá đầu tiên cho Twicecoaster: Lane 2. Sự có mặt của nhóm trùng với tập đặc biệt hàng tháng với chủ đề chung "bài hát tôi muốn gửi đến tuổi 20."
Ngày 23 tháng 2, Twice đã có sân khấu trở lại đầu tiên trên M Countdown. Sau đó là các sân khấu vào các tập phát sóng ngày 24, 25 và 26 tháng 2 lần lượt của Music Bank, Show! Music Core và Inkigayo. Tiếp đó là tập phát sóng ngày 7 tháng 3 của The Show và trên Show Champion vào ngày 8.
Nhóm kết thúc quảng bá với sân khấu tập phát sóng ngày 12 tháng 3 của Inkigayo.

## Hiệu suất thương mại
Twicecoaster: Lane 2 gia nhập Bảng xếp hạng Album Gaon tại vị trí thứ nhất và bảng xếp hạng Billboard World Albums tại vị trí số 4, trong khi bài hát chủ đề "Knock Knock" gia nhập Bảng xếp hạng nhạc số Gaon ở vị trí thứ nhất và bảng xếp hạng Billboard World Digital Songs ở vị trí số 5.
Album bán được 266,645 bản chỉ trong vòng tháng 2 năm 2017.

## Danh sách bài hát
| Tải nhạc số      | Tải nhạc số                  | Tải nhạc số                                      | Tải nhạc số                                                | Tải nhạc số                                          | Tải nhạc số |
| STT              | Nhan đề                      | Phổ lời                                          | Phổ nhạc                                                   | Biên khúc                                            | Thời lượng  |
| ---------------- | ---------------------------- | ------------------------------------------------ | ---------------------------------------------------------- | ---------------------------------------------------- | ----------- |
| 1.               | "Knock Knock"                | Sim Eun-jee Min Lee "collapsedone" Mayu Wakisaka | Min Lee "collapsedone" Mayu Wakisaka                       | Min Lee "collapsedone"                               | 3:15        |
| 2.               | "Ice Cream" (녹아요; Nogayo) | Kim Chang-rak Han Kyung-soo                      | Kim Chang-rak Han Kyung-soo Choi Han-seol Pink Hound       | Kim Chang-rak Han Kyung-soo Choi Han-seol Pink Hound | 3:52        |
| 3.               | "TT"                         | Sam Lewis                                        | Black Eyed Pilseung                                        | Rado                                                 | 3:32        |
| 4.               | "1 to 10"                    | Chloe Noday                                      | Noday Chloe                                                | Noday Chloe                                          | 2:55        |
| 5.               | "Ponytail"                   | Lee Sin-seong ZigZag Note                        | ZigZag Note                                                | ZigZag Note Noh Eun-jong                             | 3:26        |
| 6.               | "Jelly Jelly"                | Jowul                                            | east4A Ashley Mounts Kim Hee-deok                          | east4A                                               | 3:30        |
| 7.               | "Pit-A-Pat"                  | Yorkie Kang Ji-won                               | Kang Ji-won Im Kwang-uk                                    | Im Kwang-uk Kang Ji-won                              | 3:27        |
| 8.               | "Next Page"                  | Maeel                                            | Joe J. Lee "Kairos"                                        | Joe J. Lee "Kairos" Hobyn "K.O" Yi                   | 2:55        |
| 9.               | "One in a Million"           | mr.cho                                           | Sebastian Thott Didrik Thott Andreas Öberg Danielle Senior | Sebastian Thott                                      | 2:55        |
| Tổng thời lượng: | Tổng thời lượng:             | Tổng thời lượng:                                 | Tổng thời lượng:                                           | Tổng thời lượng:                                     | 29:55       |

| CD bonus tracks  | CD bonus tracks                                    | CD bonus tracks |
| STT              | Nhan đề                                            | Thời lượng      |
| ---------------- | -------------------------------------------------- | --------------- |
| 10.              | "TT (Tak Remix)"                                   | 3:58            |
| 11.              | "Like Ooh-Ahh (Inst.)" (OOH-AHH하게; Ooh-Ahh Hage) | 3:35            |
| 12.              | "Cheer Up (Inst.)"                                 | 3:27            |
| 13.              | "TT (Inst.)"                                       | 3:33            |
| Tổng thời lượng: | Tổng thời lượng:                                   | 44:29           |

| Thailand Edition bonus DVD | Thailand Edition bonus DVD                    | Thailand Edition bonus DVD |
| STT                        | Nhan đề                                       | Thời lượng                 |
| -------------------------- | --------------------------------------------- | -------------------------- |
| 1.                         | "Knock Knock" (Music Video)                   |                            |
| 2.                         | "Knock Knock" (Music Video Teaser 1)          |                            |
| 3.                         | "Knock Knock" (Music Video Teaser 2)          |                            |
| 4.                         | "Knock Knock" (Dance Practice Video)          |                            |
| 5.                         | "Knock Knock" (Jacket Behind (Thai subtitle)) |                            |

## Bảng xếp hạng

### Xếp hạng tuần
| Bảng xếp hạng (2017)          | Thứ hạng cao nhất |
| Album Hàn Quốc (Gaon)         | 1                 |
| Album Mỹ Thế giới (Billboard) | 4                 |

### Bảng xếp hạng cuối năm
| Bảng xếp hạng (2017)  | Thứ hạng |
| Album Hàn Quốc (Gaon) | 15       |

## Giải thưởng
| Năm  | Giải thưởng                       | Hạng mục được đề cử   | Kết quả | Chú thích |
| ---- | --------------------------------- | --------------------- | ------- | --------- |
| 2018 | Gaon Chart Music Awards lần thứ 7 | Album của năm – Quý 1 | Đề cử   | [ 37 ]    |

## Lịch sử phát hành
| Khu vực   | Ngày                                    | Định dạng   | Nhà phân phối                    | Chú thích |
| --------- | --------------------------------------- | ----------- | -------------------------------- | --------- |
| Toàn quốc | 20 tháng 2 năm 2017                     | Tải nhạc số | JYP Entertainment KT Music       | [ 38 ]    |
| Hàn Quốc  | 20 tháng 2 năm 2017                     | Tải nhạc số | JYP Entertainment KT Music       | [ 39 ]    |
| Hàn Quốc  | 20 tháng 2 năm 2017                     | CD          | JYP Entertainment KT Music       | [ 40 ]    |
| Thái Lan  | 7 tháng 7 năm 2017 (Phiên bản Thái Lan) | CD and DVD  | JYP Entertainment BEC-Tero Music | [ 33 ]    |